# NIFL Charity Shield
La NIFL Charity Shield o Supercopa de Irlanda del Norte es un partido de fútbol celebrado en Irlanda del Norte, se ha llevado a cabo ocasionalmente desde su inauguración en 1992. Similar a la Community Shield de Inglaterra, enfrenta a los campeones de la NIFL Premiership y los ganadores de la Copa de Irlanda del Norte de la campaña anterior, proporcionando el partido la apertura de la temporada de la Liga norirlandesa.
La Charity Shield se lleva a cabo a principios de agosto como un solo partido. En las ediciones de 1992 y 1993, el trofeo fue compartido entre los dos equipos. Sin embargo, las reglas se cambiaron más tarde para garantizar un ganador absoluto.

## Palmarés
| Año  | Fecha        | Campeón                                | Resultado        | Finalista        | Sede de la final        |
| ---- | ------------ | -------------------------------------- | ---------------- | ---------------- | ----------------------- |
| 1992 | 8 de agosto  | Glenavon Glentoran (título compartido) | 1 - 1            | ———              | Windsor Park, Belfast   |
| 1993 | 10 de agosto | Bangor Linfield (título compartido)    | 1 - 1            | ———              | Windsor Park, Belfast   |
| 1994 | 3 de agosto  | Linfield                               | 2 - 0            | Bangor           | Windsor Park, Belfast   |
| 1998 | 8 de agosto  | Cliftonville                           | 1 - 0            | Glentoran        | The Oval, Belfast       |
| 1999 | 8 de agosto  | Portadown                              | 2 - 1            | Glentoran        | Mourneview Park, Lurgan |
| 2000 | 5 de agosto  | Linfield                               | 2 - 0            | Glentoran        | Windsor Park, Belfast   |
| 2014 | 2 de agosto  | Cliftonville                           | 0 - 0 (4-2 pen.) | Ballymena United | Solitude, Belfast       |
| 2015 | 1 de agosto  | Glentoran                              | 1 - 0            | Crusaders        | Solitude, Belfast       |
| 2016 | 30 de julio  | Glenavon                               | 1 - 0            | Crusaders        | Mourneview Park, Lurgan |
| 2017 | 5 de agosto  | Linfield                               | 3 - 1            | Coleraine        | The Oval, Belfast       |
| 2022 | 6 de agosto  | Crusaders                              | 2 - 0            | Linfield         | Windsor Park, Belfast   |
| 2023 | 1 de julio   | Crusaders                              | 2 - 0            | Larne            | Inver Park, Larne       |

## Títulos por club
| Club             | Títulos | Años campeón           | Subtítulos | Años subcampeón  |
| ---------------- | ------- | ---------------------- | ---------- | ---------------- |
| Linfield         | 4       | 1993, 1994, 2000, 2017 | 1          | 2022             |
| Glentoran        | 2       | 1992, 2015             | 3          | 1998, 1999, 2000 |
| Crusaders        | 2       | 2022, 2023             | 2          | 2015, 2016       |
| Cliftonville     | 2       | 1998, 2014             | –          | -                |
| Glenavon         | 2       | 1992, 2016             | –          | -                |
| Bangor           | 1       | 1993                   | 1          | 1994             |
| Portadown        | 1       | 1999                   | –          | -                |
| Ballymena United | –       |                        | 1          | 2014             |
| Coleraine        | –       |                        | 1          | 2017             |
| Larne            | –       |                        | 1          | 2023             |